# Dušan Bajević
Dušan Bajević (Mostar, 10. prosinca 1948.), bivši je bosanskohercegovački nogometaš, danas nogometni trener. Igrao je za Jugoslaviju.
Ovaj Veležov napadač poznat i kao "Princ s Neretve" najveći dio karijere igrao je u mostarskom Veležu, a ima i dvije prijateljske utakmice za Hajduk i jedan postignuti pogodak i to u utakmici protiv Zbornaje komande 25. 1. 1970, koju je pogodcima Jurice Jerkovića (2) i Bajevića Hajduk slavio s 3:1.
Drugi nastup za Hajduk imao je protiv Benfice 23. 4. 1970. Bila je to prva utakmica na Starom placu pod reflektorima. Kao pojačanje su tada nastupili i Rudi Belin iz Dinama i Ilija Petković iz OFK Beograda.
Smatrao se kao jedan od najtalentiranijih trenera u BiH.
Nakon igračke karijere postaje trener.
Statistika u Hajduku
| Natjecanje        | Nastupi | Zgoditci |
| ----------------- | ------- | -------- |
| Prvenstvo         | 0       | 0        |
| Kup               | 0       | 0        |
| Superkup          | 0       | 0        |
| Međunarodne       | 0       | 0        |
| Splitski podsavez | 0       | 0        |
| Ukupno            | 0       | 0        |
| Prijateljske      | 2       | 1        |
| Sveukupno         | 2       | 1        |